# Белень (комуна, Галац)
Белень, Белені (рум. Băleni) — комуна у повіті Галац в Румунії. До складу комуни входить єдине село Белень.
Комуна розташована на відстані 205 км на північний схід від Бухареста, 44 км на північ від Галаца.

## Населення
За даними перепису населення 2002 року у комуні проживали 2686 осіб. Усі жителі комуни рідною мовою назвали румунську.
Національний склад населення комуни:
| Національність | Кількість осіб | Відсоток |
| -------------- | -------------- | -------- |
| румуни         | 2684           | 99,9%    |
| німці          | 2              | 0,1%     |

Склад населення комуни за віросповіданням:
| Релігія       | Кількість осіб | Відсоток |
| ------------- | -------------- | -------- |
| православні   | 2675           | 99,6%    |
| п'ятдесятники | 7              | 0,3%     |
| бретрени      | 3              | 0,1%     |
| римо-католики | 1              | < 0,1%   |

## Зовнішні посилання
- Дані про комуну Белень на сайті Ghidul Primăriilor [Архівовано 15 травня 2012 у Wayback Machine.]